# Axolotl Overkill
Axolotl Overkill ist ein deutsches Filmdrama von Helene Hegemann, das am 20. Januar 2017 im Rahmen des World Cinema Dramatic Competition des Sundance Film Festivals seine Weltpremiere feierte.  Hegemann übernahm die Regie und schrieb für den Film auch die Drehbuchadaption ihres Debütromans Axolotl Roadkill aus dem Jahr 2010.

## Handlung

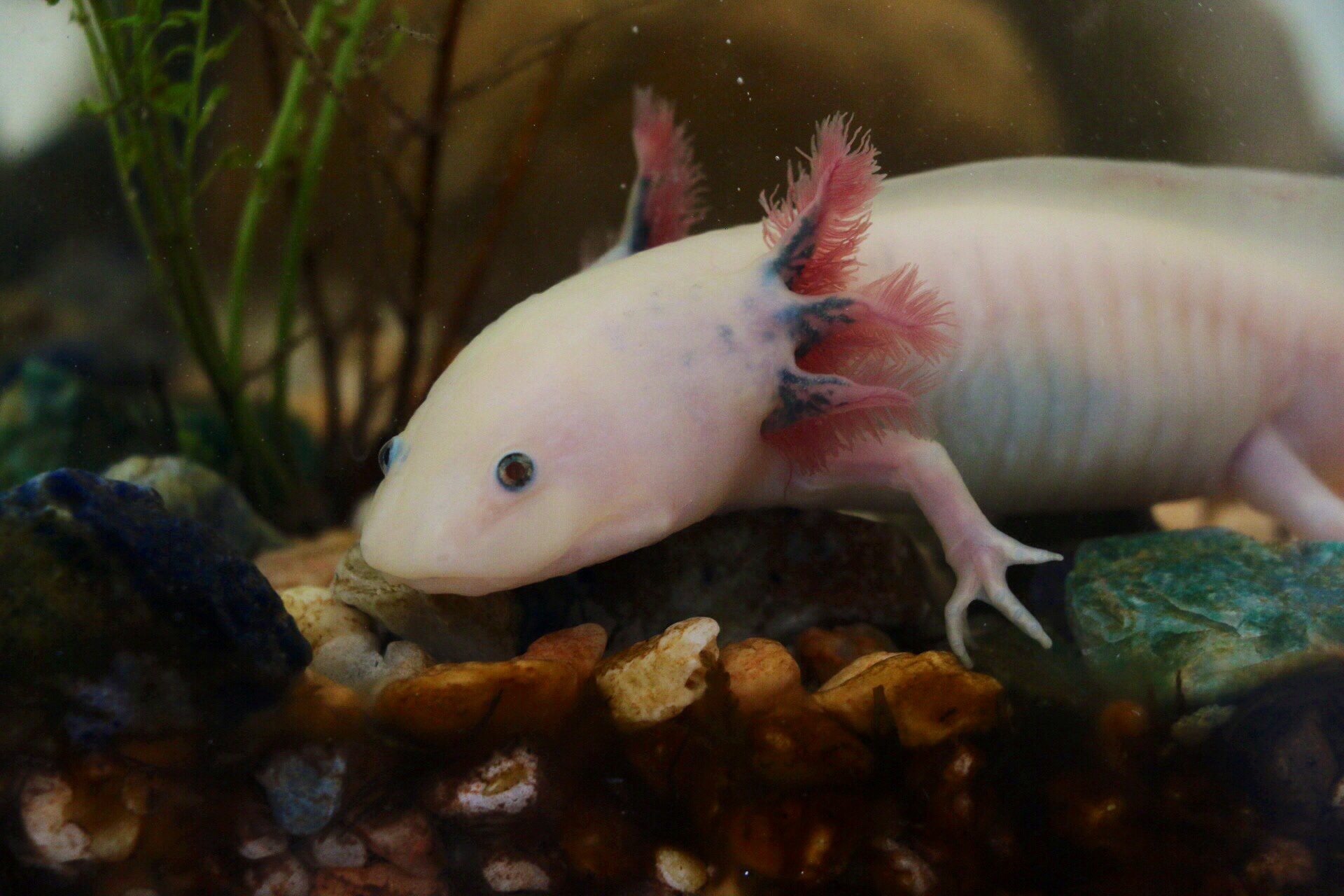
Bislang hat Mifti nur für ihren Axolotl Verantwortung übernommen

Die 16-Jährige Mifti ist die Tochter eines reichen Vaters und wohnt seit dem Tod ihrer Mutter gemeinsam mit ihren älteren Halbgeschwistern Annika und Edmond in einer Wohngemeinschaft in Berlin. Dort führt sie ein Partyleben, schwänzt die Schule und kommt früh mit Sex und – auch wegen ihrer drogensüchtigen Freundin Ophelia – mit Drogen in Kontakt. Die Erwachsenen, auf die sie trifft, scheinen alle frustriert, verzweifelt oder von Dingen besessen zu sein, mit denen sie selbst überhaupt nichts anfangen kann. So interessiert sich ihr Vater viel mehr für Kunst als für Menschen. Andere glauben, dass bald die Welt untergeht, und wieder andere verzweifeln bereits, wenn sie nicht wissen, was sie anziehen sollen.
Mifti legt sich mit jedem Erwachsenen an, der versucht, ihr Vorschriften zu machen, und daher beschließt sie auf eigene Faust erwachsen zu werden und ihren eigenen Weg zu gehen. Bisher hat sie jedoch nur für ihr Haustier, einen Axolotl, Verantwortung übernommen – einen Lurch, der nicht erwachsen werden kann – und sich nur wenig um andere Menschen und die Schule gekümmert, was sie eigentlich hätte tun sollen.
Doch eines Tages entwickelt Mifti eine Obsession für Alice, eine Frau, die viel älter ist als sie. Nach einer Affäre mit der Fotografin, die bereits eine Reihe von Straftaten begangen hat und eine sehr rätselhafte Person ist, driftet Mifti immer weiter in die Welt der Berliner Technoclubs ab und greift schließlich auch zu Heroin.

## Produktion

### Literarische Vorlage und Stab
Es handelt sich bei Axolotl Overkill um das Spielfilmregiedebüt von Helene Hegemann, die auch das Drehbuch zum Film schrieb. Hierfür adaptierte Hegemann ihr Buch Axolotl Roadkill aus dem Jahr 2010. Nur drei Wochen nach der Veröffentlichung hatte der Debütroman der damals Siebzehnjährigen Kultstatus erreicht und war auf Platz sechs der meistverkauften Bücher in Deutschland gelandet. Dass Hegemann ihren Erfolgsroman verfilmen will, war bereits 2011 bekannt geworden. Der titelgebende Axolotl ist ein eigentlich in Mexiko beheimateter Schwanzlurch, der die Geschlechtsreife erreicht, ohne seine äußere Larvengestalt zu verändern, also sozusagen nicht erwachsen wird.

### Besetzung

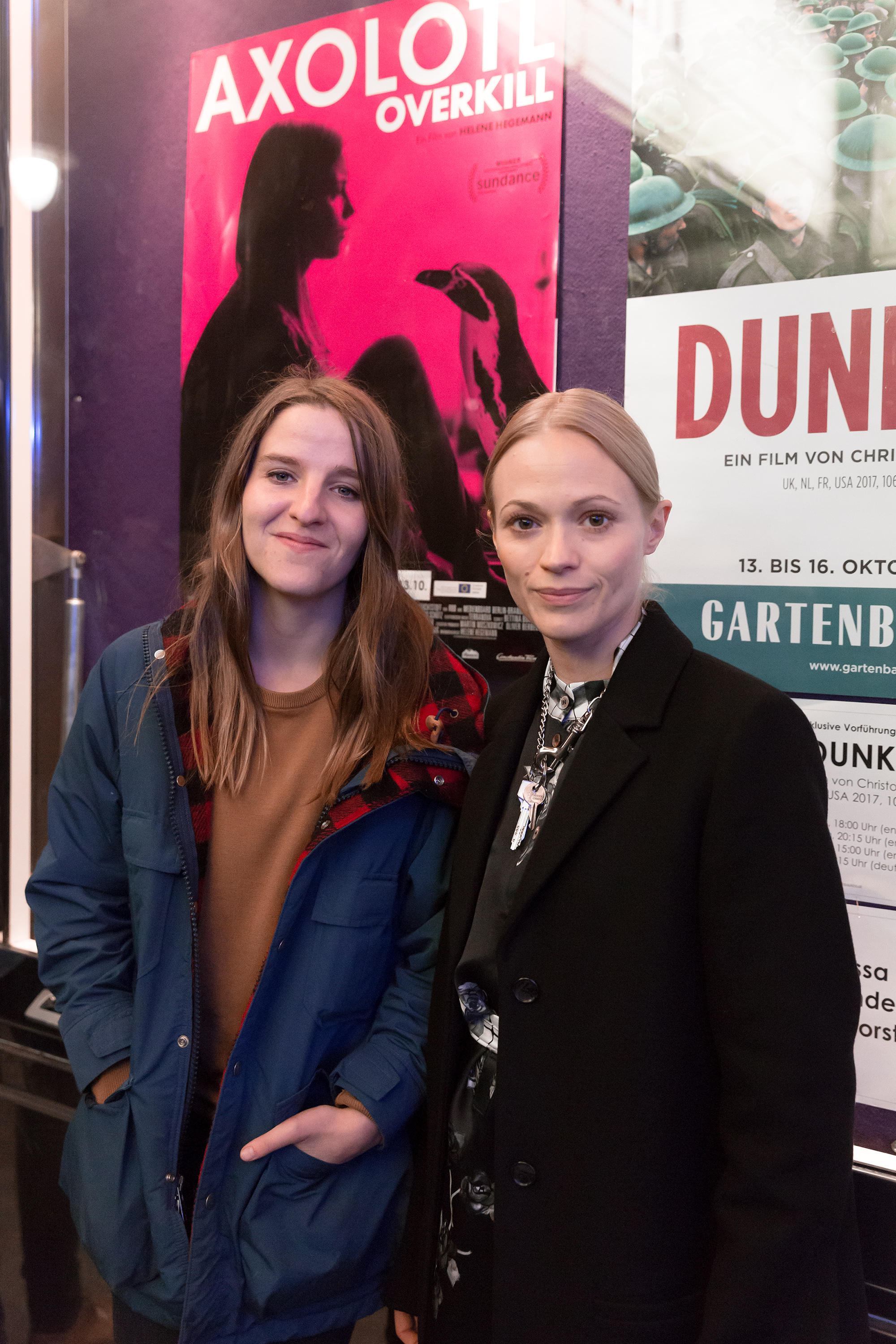
Helene Hegemann (links) und Mavie Hörbiger bei der Österreichpremiere

Im Film ist Jasna Fritzi Bauer in der Hauptrolle der 16-jährigen Mifti zu sehen. Laura Tonke und Julius Feldmeier spielen ihre Halbgeschwister Annika und Edmond. Die Rolle der Femme fatale Alice wurde mit der spanischen Schauspielerin Arly Jover besetzt, und Hans Löw spielt ihren Ex-Mann. Die Schauspielerin Mavie Hörbiger übernahm die Rolle von Ophelia. Weitere Rollen übernahmen Nikolai Kinski und Sabine Vitua.

### Dreharbeiten und Finanzierung
Die Dreharbeiten fanden im August und September 2015 statt. Gedreht wurde unter anderem im Berliner Techno-Club Tresor.
Der Film erhielt Förderungen vom Deutschen Filmförderfonds, von der Beauftragten der Bundesregierung für Kultur und Medien und von der Filmförderungsanstalt, die den Film mit 200.000 Euro förderte. Für die Produktion und die Projektentwicklung steuerte das Medienboard Berlin-Brandenburg insgesamt 350.000 Euro bei.

### Marketing und Veröffentlichung
Vor der Premiere des Films wurde ein in englischer Sprache untertitelter Trailer veröffentlicht.
Der Film feierte am 20. Januar 2017 im Rahmen des World Cinema Dramatic Competition des Sundance Film Festivals seine Weltpremiere. Das Sydney Film Festival 2017 nahm den Film in seine Reihe Festival Award Winners auf. Im Juni 2017 wurde der Film beim Tel Aviv LGBT Film Festival im offiziellen Wettbewerb vorgestellt. Am 29. Juni 2017 kam der Film in die deutschen Kinos. Ab 30. Juni 2017 wurde er beim Filmfestival Karlovy Vary gezeigt.

## Rezeption

### Altersfreigabe
In Deutschland ist der Film FSK 12. In der Freigabebegründung heißt es: „Die Geschichte bietet aufgrund der eher auf Distanz bleibenden Protagonistin und des artifiziellen Settings wenig Anknüpfungspunkte für ein junges Publikum. So besteht nicht die Gefahr, dass der dargestellte Drogenkonsum und das auffällige Verhalten der Hauptfigur zur Nachahmung anregen. Einzelne Szenen, die teils rüde Sprache sowie die Atmosphäre des Films können Kinder unter 12 Jahren irritieren und überfordern, doch bereits 12-Jährige sind in der Lage, sich ausreichend zu distanzieren.“

### Kritiken
Der Film konnte bislang 67 Prozent der Kritiker bei Rotten Tomatoes überzeugen. Die Zuschauerbewertung liegt mit 14 % deutlich unter den Kritikerbewertungen.
Jordan Mintzer von The Hollywood Reporter sagt, Hegemann trete mit ihrem Film in die Fußstapfen von Larry Clark oder Gus Van Sant. Mintzer meint, auch wenn Hegemanns durch die Augen eines Teenagers erzählte Roman Axolotl Roadkill es geschafft habe, ein großes Publikum zu erreichen, gehe diese Kühnheit in einem Film verloren, der an vielen Stellen überzogen wirke.
Jessica Kiang von Variety spricht von einem formal betrachtet eindrucksvollen, jedoch thematisch schlüpfrigen Regiedebüt, in dem die Parallelen zwischen Mifti und dem Axolotl deutlich würden, und es stelle sich die Frage, inwieweit die beiden zukunftslosen und absolut egozentrischen Individuen zu beneiden seien. Kiang erkennt im Film einen deutschen Surrealismus wieder, durch den zuletzt auch Filme wie Toni Erdmann und in geringerem Maße auch Die Blumen von gestern gekennzeichnet gewesen seien.
Jens Balzer von Zeit Online erklärt, im Film gelingt es Mifti an keiner Stelle, wirklich loszulassen und mit einer ravenden Menge, einer euphorischen Situation, zu verschmelzen. Immer bleibe sie an dem haften, was sie aus der Welt in die Partyräume mit hineingebracht hat, seien es Begleiterinnen oder Begleiter oder die allgemeine Last ihres Daseins.
Von der Deutschen Film- und Medienbewertung wurde Axolotl Overkill mit dem Prädikat Besonders wertvoll versehen. In der Begründung heißt es: „Miftis Suche, ihre Verzweiflung und Wut sind fast körperlich spürbar im Film, und auch ihre defekte Wahrnehmung im Wahn der Partynächte überträgt sich direkt auf den Zuschauer durch eine teils nonlineare Erzählweise. Sämtliche filmische Mittel, wie hier und im gesamten Film die herausragende Montage, konzentrieren sich darauf, Ausdruck für Miftis Gemütszustand zu sein. Dieser formalen Konsequenz ist es sicherlich zu verdanken, dass es in keinem Moment des Films um eine Wertung geht, ob irgendwer Drogen nehmen darf oder nicht, ob Mifti verführt wird oder nicht, ob sie irre ist oder nicht – all diese Ambivalenzen bedürfen keiner didaktisch motivierten Klärung, sondern verdichten sich zu einem enorm vielschichtigen und deshalb wunderbar gelungenen Porträt.“

### Nominierungen und Auszeichnung
Preis der deutschen Filmkritik 2017
- Nominierung als Beste Darstellerin (Jasna Fritzi Bauer)
- Nominierung für den Besten Schnitt (Bettina Böhler)[27]

Romy 2018
- Nominierung als Bester Kinofilm

Sundance Film Festival 2017
- Sonderpreis der Jury in der Sektion World Cinema Dramatic an Manuel Dacosse (Kamera)[28]